# Evangelische Kirche (Dortelweil)

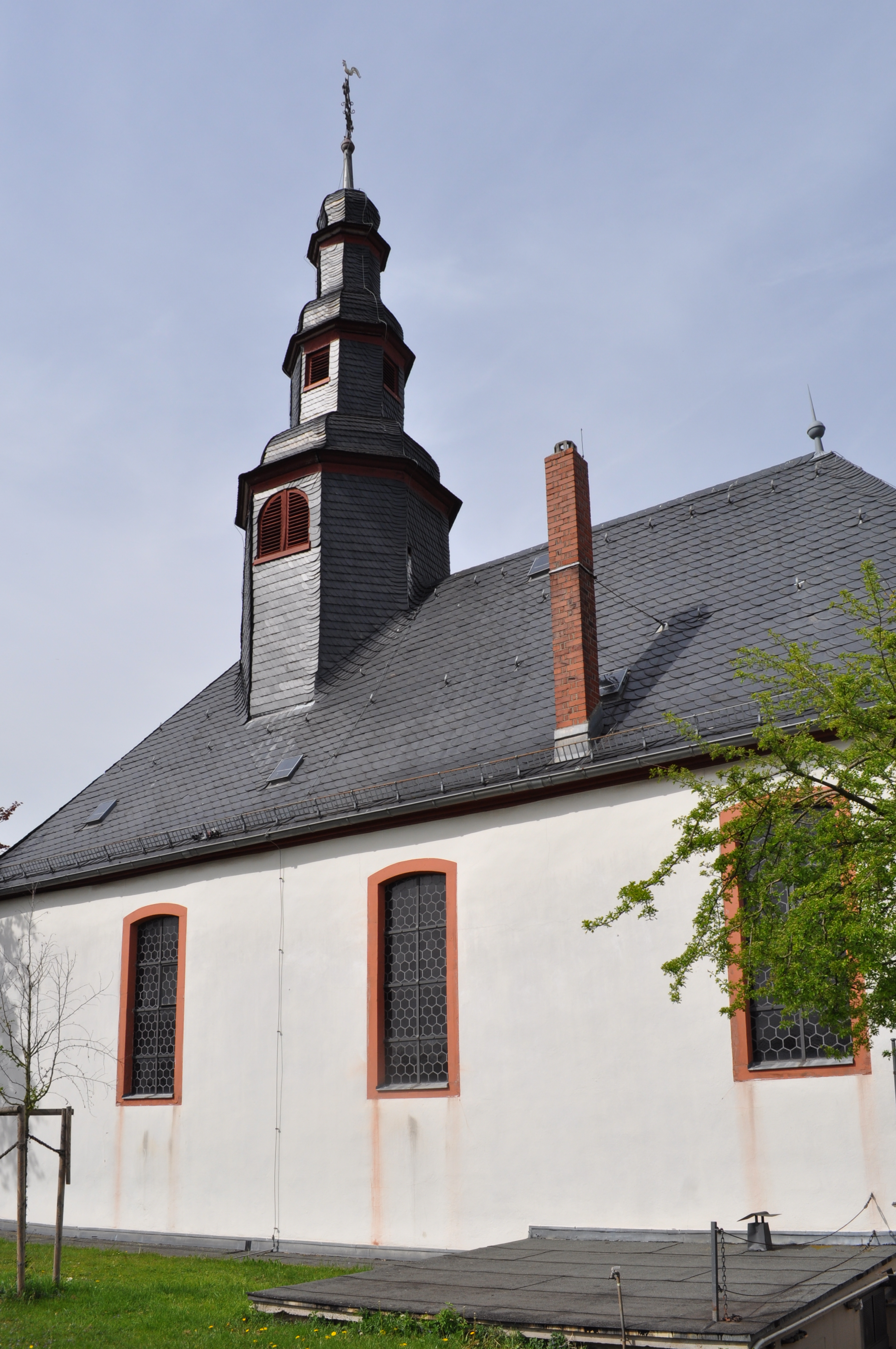
Evangelische Kirche (Dortelweil)

Die Evangelische Kirche Dortelweil ist ein denkmalgeschütztes Kirchengebäude, das in Dortelweil steht, einem Stadtteil von Bad Vilbel im Wetteraukreis in Hessen. Die Kirchengemeinde gehört zum Dekanat Wetterau in der Propstei Oberhessen der Evangelischen Kirche in Hessen und Nassau.

## Beschreibung
Die Saalkirche stammt ursprünglich aus dem Mittelalter, wurde aber im Dreißigjährigen Krieg zerstört. 1699 wurde die erneuerte Kirche wieder eingeweiht, aus dieser Zeit stammt auch der barocke, achteckige, dreifach gestufte Dachreiter, der mit einer bauchigen Haube bekrönt ist. In seinem Glockenstuhl hängen zwei Kirchenglocken, die ältere wurde 1623 von Johannes Hoffmann, die jüngere 1764 von Johann Georg Schneidewind gegossen. 
Der mit einer Flachdecke auf Unterzügen in Längsrichtung überspannte Innenraum wird von den 1823–1825 eingefügten klassizistischen Emporen bestimmt. Als Höhepunkt der räumlichen Wahrnehmung ist jedoch der Orgelprospekt derselben Zeit auf der Empore hinter dem Altar anzusehen. Älter ist die aus der Zeit der Renaissance stammende Kanzel an der südlichen Längswand, die ursprünglich für die Katharinenkirche (Frankfurt am Main) gebaut wurde, die dort nach einem 1681 erfolgten Umbau entbehrlich war. Nahe der Kanzel ist ein fast lebensgroßes Kruzifix aufgehängt, das ursprüngliche Altarkreuz der mittelalterlichen Kirche. Das Ölgemälde von der Kreuzabnahme von Jesus Christus befand sich ursprünglich auf dem Altarretabel. Eine Kopie des Gemäldes von Quentin Massys zeigt Christus als Salvator mundi. 
1895/96 wurde die Orgel mit 11 Registern, einem Manual und einem Pedal unter Veränderung der ursprünglichen Disposition eingebaut. Sie wurde 2006 durch die Förster & Nicolaus Orgelbau überholt.